# 물리 연구실
물리 연구실(영어:Physics Lab)은 스타크래프트 종족인 테란의 건물이다. 과학 시설에 애드온하는 건물이다.

## 특징
물리 연구실은 스타크래프트와 스타크래프트 리마스터에선 영단어인 Physice Lab란 영단어를 그대로 한글로 음역한 피직스 랩이라고 불린다. 스타크래프트 2에서는 등장하지않는 건물로 스타크래프트 2의 캠페인이나 협동전에선 등장하는 사이언스 퍼실리티와는 달리 물리 연구실은 같은 사이언스 퍼실리티에 애드온되는 코버트 옵스와 마찬가지로 오직 스타크래프트와 스타크래프트 리마스터에서만 등장하는 건물이다. 물리 연구실은 테란의 최종 병기인 배틀크루저를 관제탑이 애드온된 스타포트에서 생산할 수 있게 해주며 전투순양함의 마법 기술이자 필살 기술인 야마포 포 연구와 배틀크루저의 마법 에너지를 200에서 250으로 늘려주는 콜로서스 반응로의 연구를 한다. 극후반엔 배틀크루저가 사용되는 테테전이나 테저전에선 볼 수 있는 건물이지만 배틀크루저를 사용하는 것을 보기힘든 테프전에선 보기 힘든 건물이 된다. 물리 연구실을 짓은데 필요한 선행 조건의 건물은 물리 연구실이 애드온되는 건물인 사이언스 퍼실리티이다. 건물을 짓는데 필요한 가격과 건설 시간은 미네랄:50, 가스:50, 건설 시간:40초이다. 건물의 능력치는 체력:600, 기본 방어력:1이다. 스타크래프트 2에서는 물리 연구실의 기능이 기술실과 융합로로 이전되었는데 기술실을 우주공항에 애드온하고 융합로를 지어야 비로서 전투순양함을 생산할 수 있다. 전투순양함의 마법 기술들과 업그레이드도 스타크래프트 2에서는 융합로가 모두 대체한다.

## 같이 보기
- 스타크래프트
- 테란